# Karl Malden

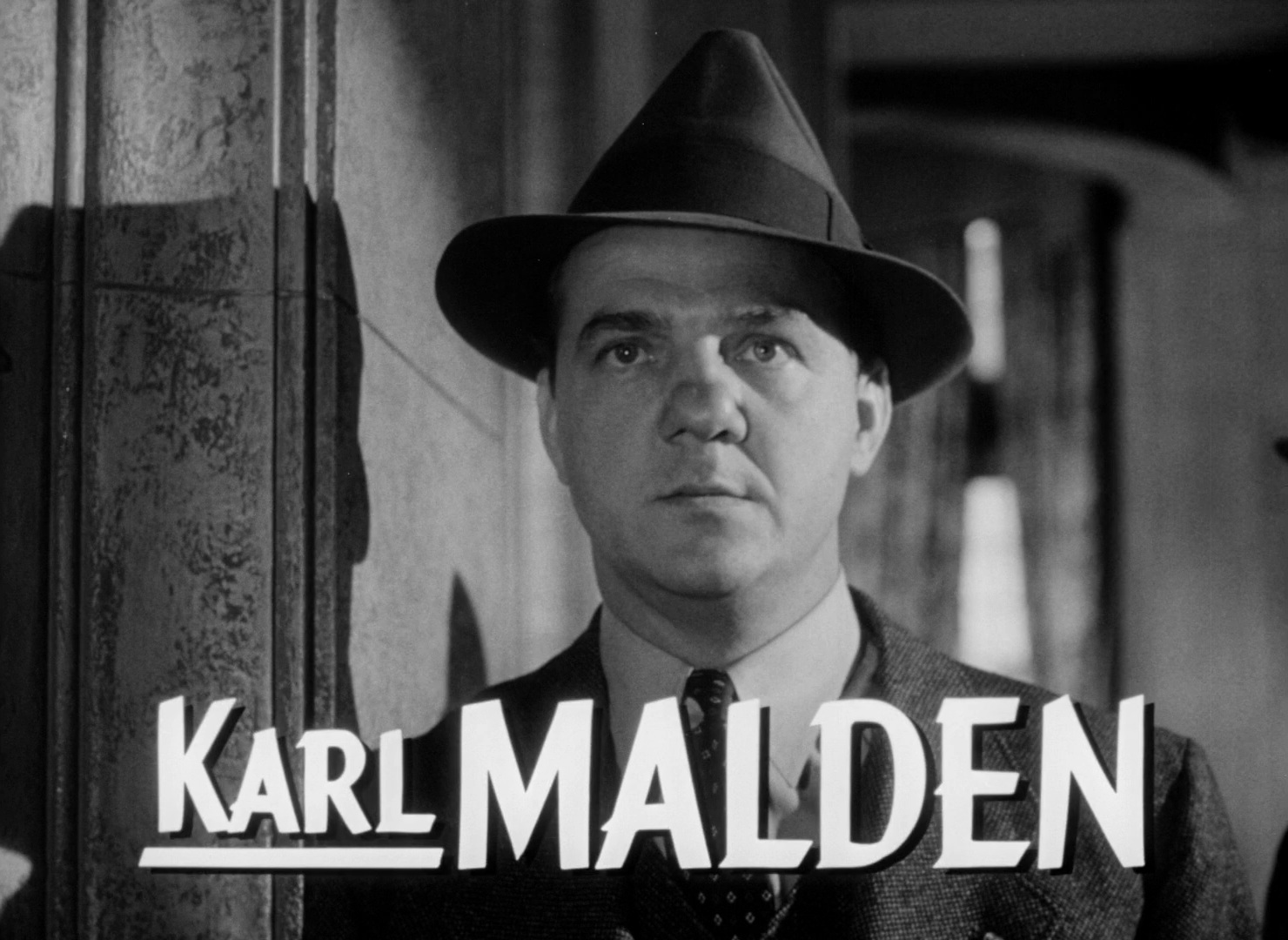
Karl Malden i filmen Jag bekänner (1953).

Karl Malden, ursprungligen Mladen George Sekulovich, född 22 mars 1912 i Chicago i Illinois, död 1 juli 2009 i Los Angeles i Kalifornien, var en amerikansk skådespelare av serbiskt och tjeckiskt ursprung. Malden är känd för sina karaktärsroller i filmer som Linje Lusta (1951), Storstadshamn (1954) och Fången på Alcatraz (1962). För den förstnämnda tilldelades han en Oscar för bästa manliga biroll. Han är även känd som poliskommissarien Mike Stone i TV-serien San Francisco under 1970-talet.

## Biografi
Karl Maldens far har sitt ursprung från Serbien och hans mor från Tjeckien.
Före sin filmkarriär spelade Karl Malden teater regisserad av Elia Kazan, i pjäser som Alla mina söner av Arthur Miller och Linje Lusta av Tennessee Williams.
1988 valdes han till ordförande för Amerikanska filmakademien. Den positionen innehade han i fem år.
Malden var gift med Mona Graham (1917-2019) sedan 18 december 1938, vilket gör deras äktenskap det längsta i Hollywoods historia. Det näst längsta äktenskapet är det mellan Bob Hope och Dolores Reade, vilket varade i 69 år.
Maldens självbiografi heter When Do I Start?: A Memoir och publicerades 1997. Karl Malden avled i sömnen den 1 juli 2009.

## Filmografi i urval

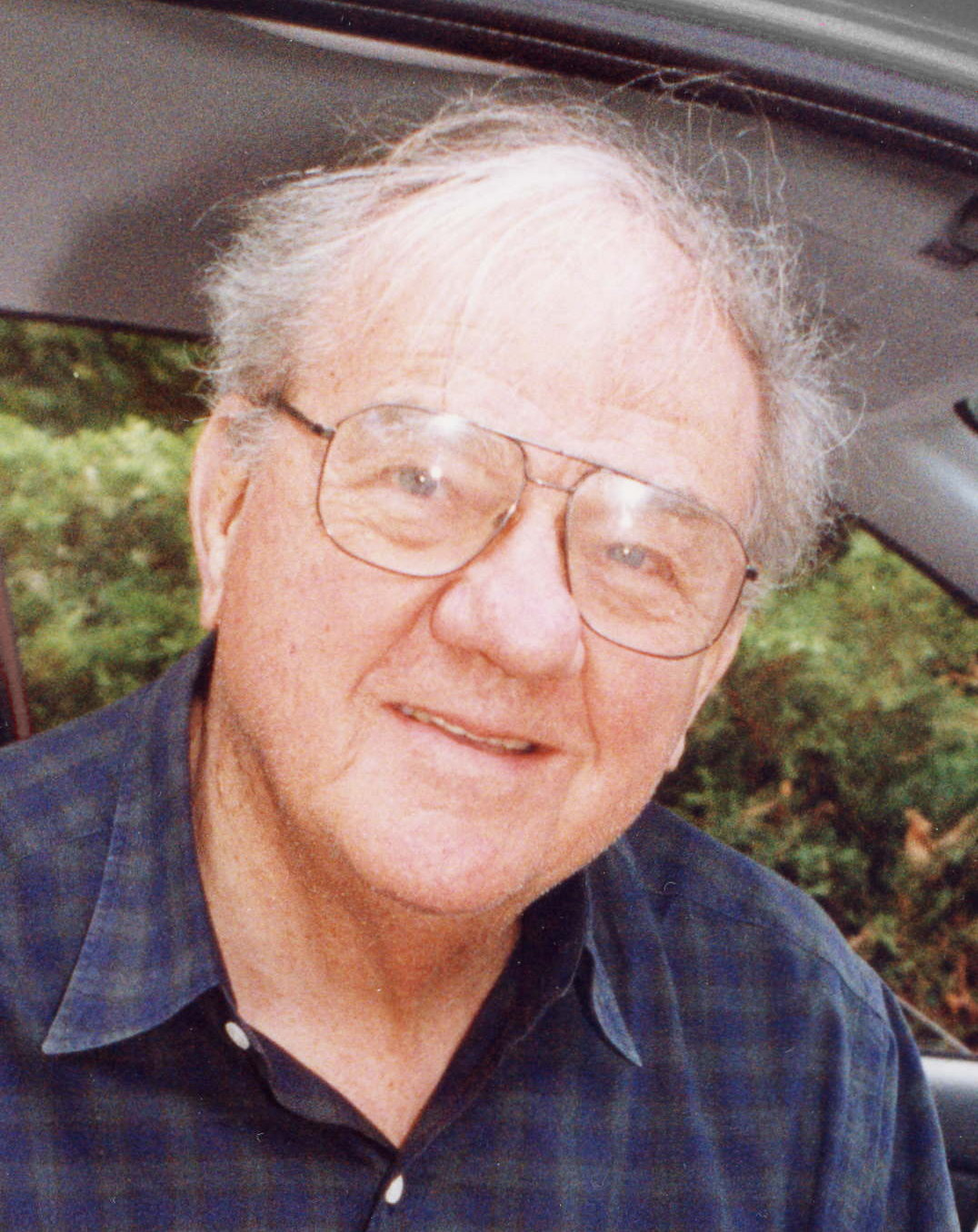
Karl Malden 2009.

- 1940 – Din nästas hustru (They Knew What They Wanted)
- 1944 – Den bevingade segern (Winged Victory)
- 1947 – 13 Rue Madeleine (13 Rue Madeleine)
- 1947 – Bumerang (Boomerang)
- 1947 – Angivaren (Kiss of Death)
- 1950 – Hämndens timme (The Gunfighter)
- 1950 – Nattens vargar (Where the Sidewalk Ends)
- 1951 – Montezuma (Halls of Montezuma)
- 1951 – Linje Lusta (A Streetcar Named Desire)
- 1952 – The Sellout
- 1952 – Uppdrag i Trieste (Diplomatic Courier)
- 1952 – Storspionage (Operation Secret)
- 1952 – En kvinnas lidelse (Ruby Gentry)
- 1953 – Jag bekänner (I Confess)
- 1953 – Fronten väntar (Take the High Ground!)
- 1954 – Ett skri av skräck (Phantom of the Rue Morgue)
- 1954 – Storstadshamn (On the Waterfront)
- 1956 – Baby Doll (Baby Doll)
- 1957 – Krigets ansikte (som regissör; Time Limit)
- 1957 – Fruktan bryter ut (Fear Strikes Out)
- 1957 – Bombplan B-52 (Bombers B-52)
- 1959 – De hängdas träd (även som regissör; The Hanging Tree)
- 1960 – Pollyanna
- 1961 – The Great Imposter
- 1961 – Revansch (One-Eyed Jacks)
- 1961 – Det började en sommar (Parrish)
- 1962 – Oro i kroppen (All Fall Down)
- 1962 – Fången på Alcatraz (Birdman of Alcatraz)
- 1962 – Så vanns vilda västern (How the West Was Won)
- 1962 – Gypsy
- 1963 – Kom flyg med mig! (Come Fly with Me)
- 1964 – Vem ligger i min grav? (Dead Ringer)
- 1964 – Indianerna (Cheyenne Autumn)
- 1965 – Cincinnati Kid (The Cincinnati Kid)
- 1966 – Nevada Smith
- 1966 – Ett järn i elden (Murderers' Row)
- 1967 – Hotell (Hotel)
- 1967 – The Adventures of Bullwhip Griffin
- 1967 – Miljondollarhjärnan
- 1968 – Blue
- 1968 – Härliga miljoner (Hot Millions)
- 1970 – Patton – Pansargeneralen (Patton)
- 1971 – De nio heta spåren (The Cat o' Nine Tails)
- 1971 – Två red ut (Wild Rovers)
- 1972 – Summertime Killer
- 1972–1977 – San Francisco (TV-serie) (The Streets of San Francisco)
- 1977 – Captains Courageous (TV-film)
- 1979 – Poseidons hemlighet
- 1979 – Meteor (Meteor)
- 1980 – Skag (TV-serie)
- 1981 – Avslöjandet (TV-film; Word of Honor)
- 1981 – Miracle on Ice (TV-film)
- 1982 – Twilight Time
- 1983 – The Sting II
- 1984 – With Intent to Kill (TV-film)
- 1984 – Död i dimma dold (TV-film; Fatal Vision)
- 1985 – Alice in Wonderland (TV-film)
- 1985 – Dario Argento's World of Horror (dokumentär)
- 1986 – Billy Galvin
- 1987 – Berättelsen om Claudia (Nuts)
- 1988 – My Father, My Son (TV-film)
- 1990 – Call Me Anna (TV-film)
- 1991 – Absolute Strangers (TV-film)
- 1992 – Back to the Streets of San Francisco (TV-film)
- 1993 – They've Taken Our Children: The Chowchilla Kidnapping (TV-film)
- 1995 – P.T. Barnum: America's Greatest Showman (endast röst; TV-film)
- 2003 – Broadway: The Golden Age, by the Legends Who Were There (dokumentär)